# Setopagis parvula
O bacurau-chintã ou bacurau-pequeno (Setopagis parvula) é uma espécie de bacurau que habita da Venezuela à Bolívia,  bem como a Argentina e o Brasil. Tais aves medem cerca de 20 cm de comprimento, possuindo coloração escura, garganta com manchas negras e brancas, asas com largas faixas brancas, e cauda com extremidade branca. As fêmeas, no entanto, são totalmente escuras.